# Born to Beat
Born to Beat es el extended play debut del grupo surcoreano BtoB. Fue lanzado el 3 de abril de 2012 por Cube Entertainment.

## Antecedentes y lanzamiento
En marzo de 2012, BtoB celebró su show de lanzamiento premium con dos pistas de título, «Imagine» (una pista de Balada) e «Insane» (una pista de baile). Las canciones debut de BtoB como novatos son composiciones de doble título excepcional que se representan como historias conectadas de diferentes géneros que presenta cada uno de sus propios encantos que muestra la estrategia de BtoB en la presentación de sus diversas capacidades musicales completamente. 
La primera pista del título, «Insane», fue producida por Seo Jae-woo y compuesta por otros artistas de Cube Entertainment como 4minute y Beast.
«Imagine», la segunda pista, es una balada.
El 20 de marzo de 2012, un teaser para la pista «Insane» fue lanzada a Youtube. En ese mismo día el grupo lanzó «Imagine», la segunda pista después de «Insane», y el 22 de marzo de 2012, el grupo hizo su debut en vivo en M! Countdown.
El 23 de mayo de 2012, una edición especial del álbum titulada Born To Beat (Asia Special Edition) fue lanzada con la adición de dos pistas que incluye un nuevo sencillo titulado «Irresistible Lips» y otra canción de su anterior sencillo titulado «Father» y el mismo día el vídeo musical de la canción «Irresistible Lips» también fue lanzado.

## Promoción
El grupo comenzó sus promociones para el álbum el 22 de marzo de 2012, en M! Countdown, también había seguido de otros programas de música como Music Bank, Inkigayo y Show! Music Core respectivamente.

## Lista de canciones
| Versión original |                        |                                                  |                                               |                                               |          |  |
| N.º              | Título                 | Letras                                           | Música                                        | Traducción                                    | Duración |  |
| 1.               | «Born to Beat»         | Seo Jewoo, Seo Yongbae, Jung Ilhoon              | Seo Jewoo, Seo Yongbae, Jung Ilhoon           | Seo Jewoo, Seo Yongbae                        | 1:25     |  |
| 2.               | «Insane» (비밀; Bimil) | Seo Jewoo, Seo Yongbae, Jung Ilhoon, Lee Minhyuk | Seo Jewoo, Seo Yongbae, Jung Ilhoon           | Seo Jewoo, Seo Yongbae                        | 3:37     |  |
| 3.               | «Imagine»              | Seo Jewoo, Seo Yongbae, Jung Ilhoon              | Seo Jewoo, Seo Yongbae, Jung Ilhoon           | Seo Jewoo, Seo Yongbae                        | 3:44     |  |
| 4.               | «Monday to Sunday»     | Dru Scott, Fredrik Thomander, Jörgen Elofsson    | Dru Scott, Fredrik Thomander, Jörgen Elofsson | Dru Scott, Fredrik Thomander, Jörgen Elofsson | 3:11     |  |
| 11:57            |                        |                                                  |                                               |                                               |          |  |

| Asia Special Edition |                                                                                 |                                                  |                                               |                                               |          |  |
| N.º                  | Título                                                                          | Letras                                           | Música                                        | Traducción                                    | Duración |  |
| 1.                   | «Born to Beat»                                                                  | Seo Jewoo, Seo Yongbae, Jung Ilhoon              | Seo Jewoo, Seo Yongbae, Jung Ilhoon           | Seo Jewoo, Seo Yongbae                        | 1:25     |  |
| 2.                   | «Irresistible Lips» (그 입술을 뺏었어; Geu Ibsuleul Ppaeseosseo)                | Wheesung                                         | Seo Jewoo, Seo Yongbae                        | Seo Jewoo, Seo Yongbae                        | 3:48     |  |
| 3.                   | «Insane» (비밀; Bimil)                                                          | Seo Jewoo, Seo Yongbae, Jung Ilhoon, Lee Minhyuk | Seo Jewoo, Seo Yongbae, Jung Ilhoon           | Seo Jewoo, Seo Yongbae                        | 3:37     |  |
| 4.                   | «Imagine»                                                                       | Seo Jewoo, Seo Yongbae, Jung Ilhoon              | Seo Jewoo, Seo Yongbae, Jung Ilhoon           | Seo Jewoo, Seo Yongbae                        | 3:44     |  |
| 5.                   | «Monday to Sunday»                                                              | Dru Scott, Fredrik Thomander, Jörgen Elofsson    | Dru Scott, Fredrik Thomander, Jörgen Elofsson | Dru Scott, Fredrik Thomander, Jörgen Elofsson | 3:11     |  |
| 6.                   | «Father» (아버지; Abeoji)                                                       | Seo Jewoo, Seo Yongbae                           | Seo Jewoo, Seo Yongbae                        | Seo Jewoo, Seo Yongbae                        | 3:42     |  |
| 7.                   | «Irresistible Lips» (Instrumental) (그 입술을 뺏었어; Geu Ibsuleul Ppaeseosseo) |                                                  | Seo Jewoo, Seo Yongbae                        | Seo Jewoo, Seo Yongbae                        | 3:48     |  |
| 8.                   | «Insane» (Instrumental) (비밀; Bimil)                                           |                                                  | Seo Jewoo, Seo Yongbae, Jung Ilhoon           | Seo Jewoo, Seo Yongbae                        | 3:38     |  |
| 26:52                |                                                                                 |                                                  |                                               |                                               |          |  |

| Asia Special Edition - DVD tracklist |                                     |            |          |  |
| N.º                                  | Título                              | Traducción | Duración |  |
| 1.                                   | «Insane» (Vídeo musical)            |            | 3:52     |  |
| 2.                                   | «Irresistible Lips» (Vídeo musical) |            | 3:58     |  |
| 3.                                   | «Father» (Vídeo musical)            |            | 3:43     |  |

## Posiciones

### Lista de álbumes
| Lista                        | Posición |
| ---------------------------- | -------- |
| Gaon Álbum semanal           | 3        |
| Gaon Álbum doméstico semanal | 3        |
| Gaon Álbum mensual           | 16       |

### Ventas y certificaciones
| Lista               | Cantida |
| ------------------- | ------- |
| Gaon ventas físicas | 9483    |